# Agona (kartografia)
Agona (niem. Agone, z ang. agonic line) – izolinia biegnąca na mapie (geograficznej lub magnetycznej) wzdłuż miejsc o zerowej wartości deklinacji magnetycznej. Agona jest szczególną odmianą izogony.